# Cratere Haki
Haki è un cratere sulla superficie di Callisto.